# Episodi di Squadra emergenza (serie televisiva 1999) (quarta stagione)
La quarta stagione della serie televisiva Squadra emergenza, composta da 21 episodi, è stata trasmessa negli Stati Uniti dal canale NBC dal 30 settembre 2002 al 28 aprile 2003.
In Italia la stagione è stata trasmessa da Italia 1.
| nº | Titolo originale         | Titolo italiano                   | Prima TV USA      | Prima TV Italia |
| -- | ------------------------ | --------------------------------- | ----------------- | --------------- |
| 1  | Lights Up                | Qualcuno mi aiuti                 | 30 settembre 2002 |                 |
| 2  | The Chosen Few           | Mafia russa                       | 7 ottobre 2002    |                 |
| 3  | To Protect...            | Per difendersi…                   | 14 ottobre 2002   |                 |
| 4  | Crash and Burn           | Tutto in un attimo                | 21 ottobre 2002   |                 |
| 5  | Judgement Day (1)        | Il giorno del giudizio - 1ª parte | 28 ottobre 2002   |                 |
| 6  | Judgement Day (2)        | Il giorno del giudizio - 2ª parte | 28 ottobre 2002   |                 |
| 7  | Firestarter              | Il piromane                       | 11 novembre 2002  |                 |
| 8  | Ladies' Day              | Il giorno delle donne             | 18 novembre 2002  |                 |
| 9  | Crime and Punishment (1) | Delitto e castigo - 1ª parte      | 2 dicembre 2002   |                 |
| 10 | Crime and Punishment (2) | Delitto e castigo - 2ª parte      | 9 dicembre 2002   |                 |
| 11 | Second Chances           | Un'altra possibilità              | 6 gennaio 2003    |                 |
| 12 | Castles of Sand          | Castelli di sabbia                | 13 gennaio 2003   |                 |
| 13 | Snow Blind               | Allarme Bufera                    | 27 gennaio 2003   |                 |
| 14 | Collateral Damage (1)    | Danno parallelo - 1ª parte        | 3 febbraio 2003   |                 |
| 15 | Collateral Damage (2)    | Danno parallelo - 2ª parte        | 10 febbraio 2003  |                 |
| 16 | 10-13                    | Bisogno d'aiuto                   | 24 febbraio 2003  |                 |
| 17 | Letting Go               | Disperazione                      | 17 marzo 2003     |                 |
| 18 | Last Call                | Ultima spiaggia                   | 31 marzo 2003     |                 |
| 19 | Everybody Lies           | Kim e lo scrittore                | 7 aprile 2003     |                 |
| 20 | In Confidence            | La banda dei discepoli            | 14 aprile 2003    |                 |
| 21 | Closing In               | Intreccio pericoloso              | 21 aprile 2003    |                 |
| 22 | The Price of Nobility    | Il prezzo del coraggio            | 28 aprile 2003    |                 |